# Pteronotropis welaka
Pteronotropis welaka là một loài cá vây tia thuộc họ Cyprinidae. Loài này chỉ có ở Hoa Kỳ.